# Sobinka
Sobinka è una città della Russia europea centrale (oblast' di Vladimir), situata nella parte nordoccidentale della pianura della Meščëra, sul fiume Kljaz'ma, 150 km a sudovest del capoluogo; è il capoluogo amministrativo del distretto omonimo.
Compare per la prima volta nelle cronache con il nome di Sobinova; verso la metà del XIX secolo vi viene fondato uno stabilimento tessile, mentre lo status di città è del 1939. Per qualche tempo, negli anni venti del XX secolo, la cittadina fu conosciuta come Komavangard, contrazione di Kommunističeskij Avangard (avanguardia comunista) che era allora il nome della fabbrica tessile.

## Società

### Evoluzione demografica
Fonte: mojgorod.ru
- 1939: 18.200
- 1959: 20.500
- 1979: 23.600
- 1989: 23.700
- 2007: 20.000